# Уран-238
Ура́н-238 (англ. uranium-238), историческое название ура́н оди́н (лат. Uranium I, обозначается символом UI) — слаборадиоактивный нуклид химического элемента урана с атомным номером 92 и массовым числом 238. Изотопная распространённость урана-238 в природе составляет 99,2745(106) %. Является родоначальником радиоактивного семейства 4n+2, называемого рядом радия.
Активность одного грамма этого нуклида составляет приблизительно 12,5 кБк.

## Образование и распад
Уран-238 образуется в результате следующих распадов:
- β−-распад нуклида 238Pa (период полураспада составляет 2,27(9)[2] мин):

{\displaystyle \mathrm {^{238}_{91}Pa} \rightarrow \mathrm {^{238}_{92}U} +e^{-}+{\bar {\nu }}_{e};}
- α-распад нуклида 242Pu (период полураспада составляет 3,75(2)⋅105[2] лет):

{\displaystyle \mathrm {^{242}_{94}Pu} \rightarrow \mathrm {^{238}_{92}U} +\mathrm {^{4}_{2}He} .}

Распад урана-238 происходит по следующим направлениям:
- α-распад в 234Th (вероятность 100 %[2], энергия распада 4 269,7(29) кэВ[1]):

{\displaystyle \mathrm {^{238}_{92}U} \rightarrow \mathrm {^{234}_{90}Th} +\mathrm {^{4}_{2}He} +2\mathrm {^{0}_{0}\gamma } ;}
энергия испускаемых α-частиц 4 151 кэВ (в 21 % случаев) и 4 198 кэВ (в 79 % случаев), а энергия одной из гамма частиц 63.3 кэВ, а второй 92.6 кэВ, но эта вторая частица на самом деле дублет энергий 92.4 и 92.8 кэВ.
- Спонтанное деление (вероятность 5,45(7)⋅10−5 %)[2];
- Двойной β−-распад в 238Pu (вероятность 2,2(7)⋅10−10 %[2], энергия распада 1 144,2(12) кэВ[1])

{\displaystyle \mathrm {^{238}_{92}U} \rightarrow \mathrm {^{238}_{94}Pu} +2e^{-}+2{\bar {\nu }}_{e}.}

## Изомеры
Известен единственный изомер 238mU со следующими характеристиками:
- Избыток массы: 49 866,8(20) кэВ
- Энергия возбуждения: 2 557,9(5) кэВ
- Период полураспада: 280(6) нc
- Спин и чётность ядра: 0+

Распад изомерного состояния осуществляется путём:
- изомерного перехода в основное состояние;
- спонтанного деления (вероятность 2,6(4) %)[2];
- α-распада (вероятность менее 0,5 %)[2].

## Применение
Уран-238 используется в качестве топлива для реакторов-размножителей, например, в реакторе на быстрых нейтронах БН-600, а также в производстве ядерного оружия. Благодаря высокой плотности и низкой активности распада применяется для защиты от сильного облучения гамма-излучением и от высокоэнергетических нейтронов. Его высокая твёрдость позволяет применять его в бронировании танков, бронежилетов, а также в создании боеприпасов для стрелкового оружия и артиллерии.